# Entremont (Oppidum)

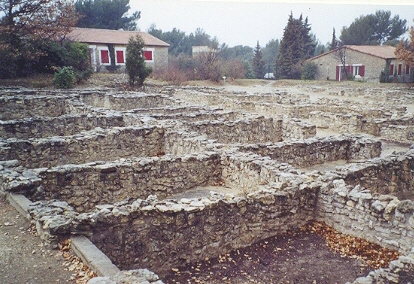
Gebäudereste in Entremont

Entremont war ein keltisch-ligurisches Oppidum etwa drei Kilometer nördlich von Aix-en-Provence.

## Lage

Lage von Entremont und Verbreitungsgebiet der Salluvier (Salyens) während der Antike.

Das Oppidum befindet sich auf einem Kalksteinplateau etwa drei Kilometer nördlich des Stadtzentrums von Aix-en-Provence, südöstlich der Kreuzung der beiden Schnellverkehrsstraßen D14 und N296.
Der Sage nach lag es auf der Strecke, die Herakles zurücklegen musste, als er die Rinder des Geryon gestohlen hatte; außerdem bildete es eine Station auf einer möglichen Reiseroute von Massilia Richtung Alpen und Italien.

## Geschichte
Das Oppidum entstand etwa im 3. Jahrhundert v. Chr. Es war die Hauptstadt der Salluvier und nicht nur zu Verteidigungszwecken angelegt, sondern diente den Kelten auch als religiöses und wirtschaftliches Zentrum. Nach der griechischen Niederlassung in Marseille stellte es zudem die erste urbane Siedlung in Gallien dar. Die Salluvier, wie die Bewohner von antiken Autoren genannt werden, waren wohl verantwortlich für einen Zusammenschluss der Völker um Rhone und Var, der sich gegen das griechisch beeinflusste Massilia wandte. Aufgrund seiner strategisch günstigen Lage wurde Entremont im 2. Jahrhundert v. Chr. zu einer mächtigen Festung ausgebaut, doch schon 123 v. Chr. von den römischen Truppen des Gaius Sextius Calvinus zerstört.

## Beschreibung

Karte des Oppidum

Die Siedlung erstreckte sich auf einer Fläche von ungefähr 3,5 Hektar und war von einer mit Wehrtürmen besetzten Stadtmauer umgeben, die die Form eines unregelmäßigen Dreiecks bildete. Ein Überrest der Stadtmauer auf der Nordseite samt den rechteckigen Türmen ist erhalten geblieben und auf dem Ausgrabungsgelände zu besichtigen. Eine Trennmauer im Inneren teilte die Siedlungsfläche in eine Ober- und eine Unterstadt. Die Unterstadt war von Bauern und Handwerkern bevölkert, in der Oberstadt finden sich ein Heiligtum und Häuser für die Oberschicht. Die Struktur der schachbrettartigen Anordnung der Stadt ist noch zu erkennen. Die Häuser des Oppidums waren in Mauerwerk ausgeführt. Es besaß Sammelspeicher und größere Magazine sowie ein Heiligtum mit dem Ritus der abgehauenen Köpfe. Über diesen Ritus ist sich die Forschung uneins; sicher ist jedoch, dass schon Poseidonios, überliefert durch Diodor, Strabon und Gaius Iulius Caesar, über den gallischen Brauch der Enthauptung von Feinden berichtete.

## Archäologie
Die Fundstätte wurde 1817 zufällig durch einen Seminaristen aus Aix beim Spazierengehen entdeckt. Während der Besetzung des Plateaus durch die deutsche Luftwaffe im Zweiten Weltkrieg fand man eine Zisterne und Teile von Skulpturen, was zu einem größeren Interesse an dem Ort geführt hat. Seit 1973 ist die Anlage sowohl für Archäologen als auch für die Öffentlichkeit zugänglich.

### Funde

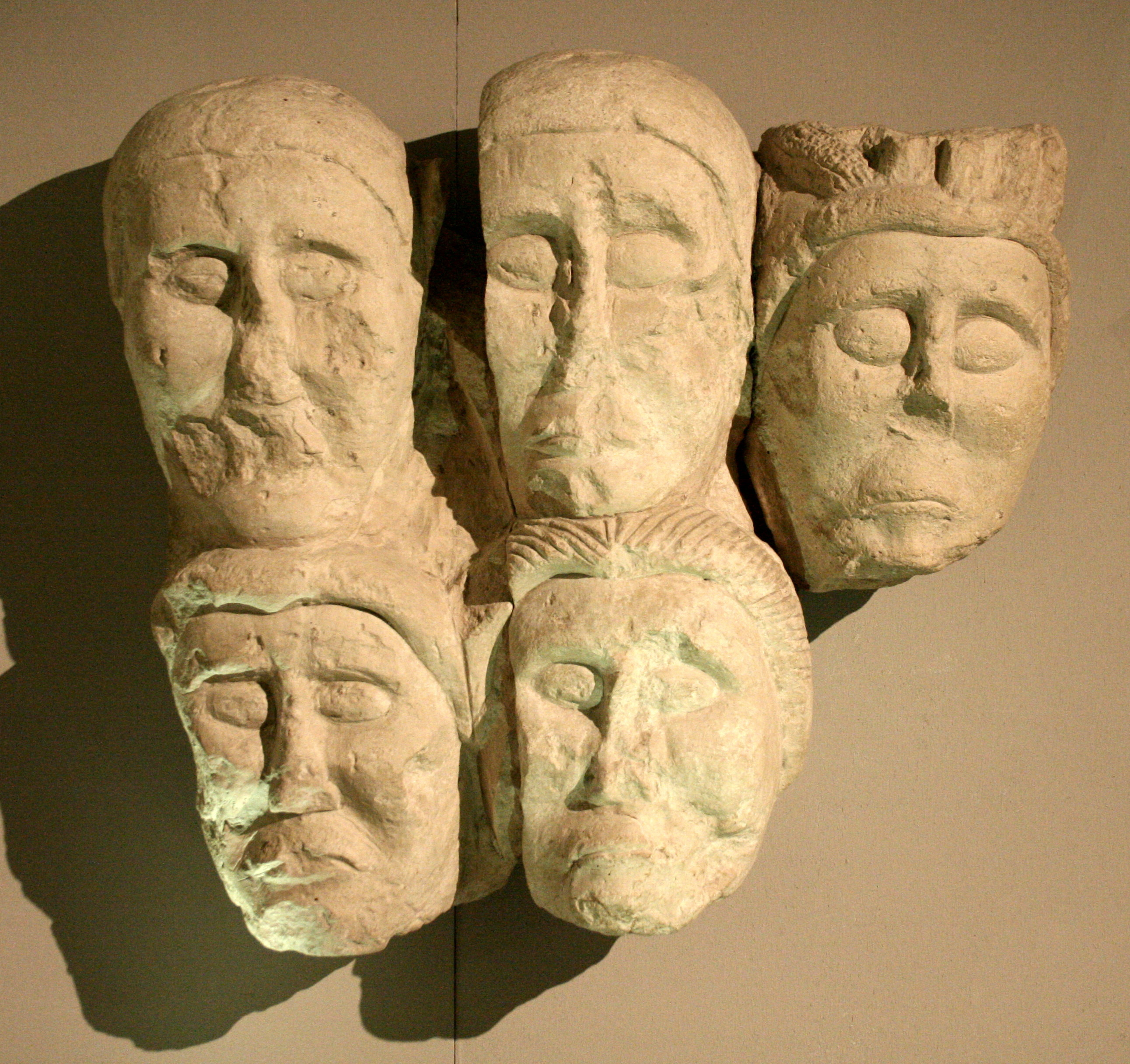
Fünf têtes coupées von Entremont,
Musée Granet, Aix-en-Provence

Zahlreiche archäologische Funde bezeugen, dass die Salluvii zwar ein Volk ohne Schrift waren, sich jedoch technisch auf der Höhe ihrer Zeit befanden und zum Beispiel qualitativ hochwertige Glas- und Metallgegenstände produzierten. Keltische Waffen, Schmuck und Keramik und der keltische Name des Königs Teutomalius weisen darauf hin, dass in der Stadt ein ligurisches Volk von einer keltischen Oberschicht beherrscht wurde.
Die Funde aus Entremont, darunter die „Kopfsäule“ und zahlreiche Statuen, sind im Musée Granet in Aix-en-Provence, Place Saint-Jean de Malte, zu besichtigen.